# U-2 (tàu ngầm Đức) (1935)

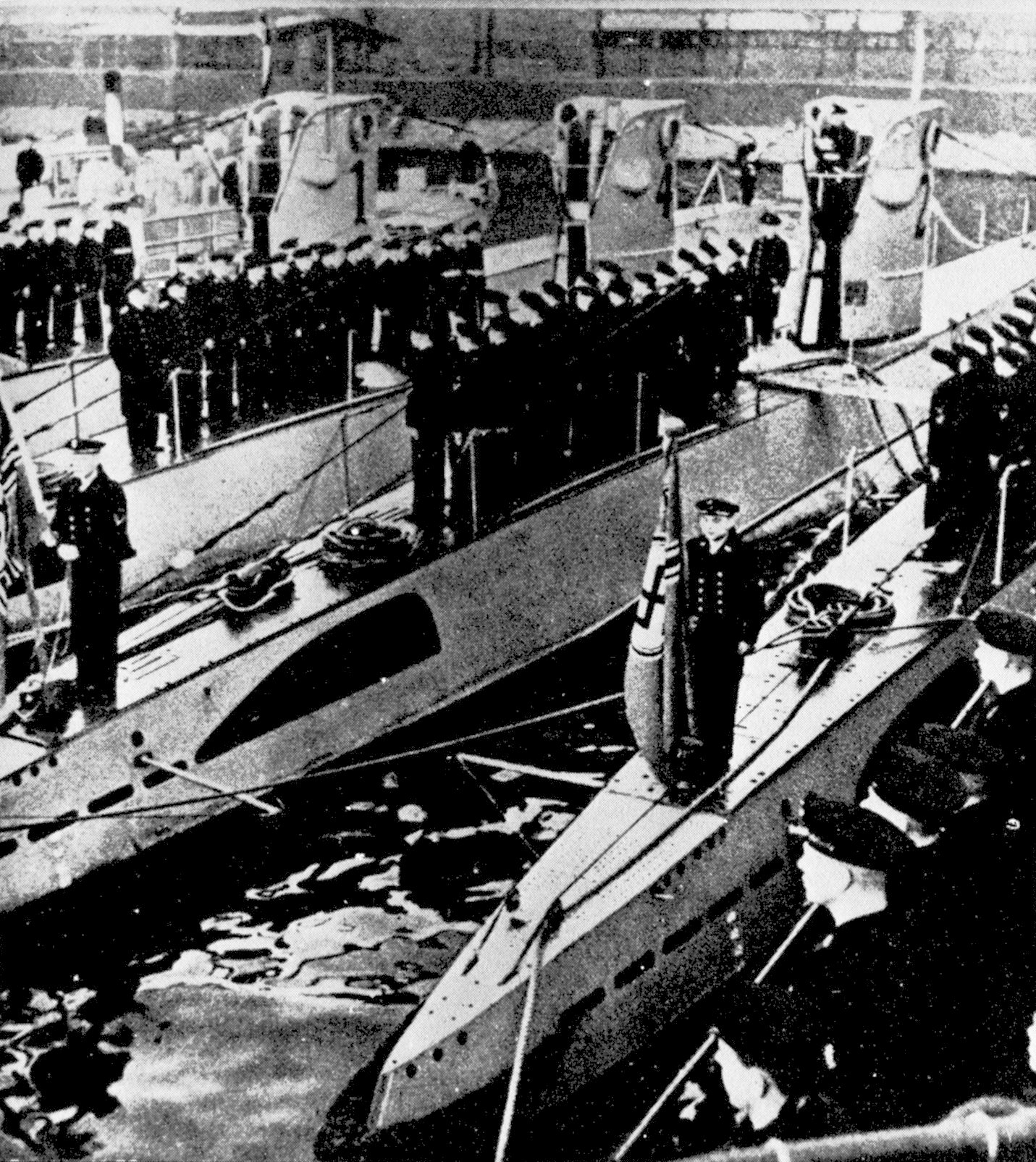
Các tàu ngầm Type IIA (từ trái sang): U-1, U-4 và U-2 cùng một chiếc khác không rõ tên.

U-2 là một tàu ngầm duyên hải  Lớp Type II được Hải quân Đức Quốc Xã chế tạo trước Chiến tranh Thế giới thứ hai sau khi bãi bỏ những điều khoản của Hiệp ước Versailles vốn cấm Đức sở hữu tàu ngầm. Những tàu ngầm Type II vốn quá nhỏ để có thể tiến hành các chiến dịch cách xa căn cứ nhà, nên U-2 đã đảm nhiệm vai trò tàu huấn luyện tại các trường tàu ngầm Đức. Được huy động do tình trạng thiếu hụt tàu ngầm sau khi xung đột bùng nổ, nó thực hiện hai chuyến tuần tra chiến tranh trước khi quay lại vai trò huấn luyện, và bị mất do va chạm với tàu đánh cá trong biển Baltic vào ngày 8 tháng 4, 1944.

## Thiết kế và chế tạo
Tàu ngầm Type II được thiết kế dựa theo kiểu tàu ngầm CV-707, vốn được thiết kế bởi công ty Hà Lan NV Ingenieurskantoor voor Scheepsbouw Den Haag (I.v.S), Chúng có trọng lượng choán nước 254 t (250 tấn Anh) khi nổi và 303 t (298 tấn Anh) khi lặn); tuy nhiên tải trọng tiêu chuẩn được công bố chỉ có 250 tấn Anh (254 t). Chúng có chiều dài chung 40,90 m (134 ft 2 in), lớp vỏ trong chịu áp lực dài 27,80 m (91 ft 2 in), mạn tàu rộng 4,08 m (13 ft 5 in), chiều cao 8,60 m (28 ft 3 in) và mớn nước 3,83 m (12 ft 7 in).
Chúng trang bị hai động cơ diesel MWM RS 127 S 6-xy lanh 4 thì công suất 700 mã lực mét (510 kW; 690 shp) để đi đường trường và hai động cơ/máy phát điện Siemens-Schuckert PG VV 322/36 tổng công suất 360 mã lực mét (260 kW; 360 shp) để lặn, hai trục chân vịt và hai chân vịt đường kính 0,85 m (3 ft). Các con tàu có thể lặn đến độ sâu 80–150 m (260–490 ft). Chúng đạt được tốc độ tối đa 13 kn (24 km/h) trên mặt nước và 6,9 kn (12,8 km/h) khi lặn, với tầm hoạt động tối đa 1.600 nmi (3.000 km) khi đi tốc độ đường trường 8 kn (15 km/h), và 35 nmi (65 km) ở tốc độ 4 kn (7,4 km/h) khi lặn.
Vũ khí trang bị bao gồm ba ống phóng ngư lôi 53,3 cm (21 in) trước mũi, mang theo tổng cộng năm quả ngư lôi hoặc cho đến 12 quả thủy lôi TMA. Một pháo phòng không 2 cm (0,79 in) cũng được trang bị trên boong tàu. Thủy thủ đoàn bao gồm 25 sĩ quan và thủy thủ.
U-2 được đặt hàng vào ngày 2 tháng 2, 1935. Nó được đặt lườn tại xưởng tàu của hãng Deutsche Werke tại Kiel vào ngày 11 tháng 2, 1935, hạ thủy vào ngày 1 tháng 7, 1935 và nhập biên chế cùng Hải quân Đức Quốc Xã vào ngày 25 tháng 7, 1935 dưới quyền chỉ huy của Hạm trưởng, Trung úy Hải quân Hermann Michahelles.

## Lịch sử hoạt động
U-2 hầu như chỉ đảm nhiệm vai trò tàu huấn luyện tại các trường tàu ngầm Đức. Được huy động do tình trạng thiếu hụt tàu ngầm sau khi xung đột bùng nổ, nó thực hiện được hai chuyến tuần tra trong chiến tranh vào năm 1940 trước khi quay lại vai trò huấn luyện. 
Vào ngày 8 tháng 4, 1944, U-2 bị tai nạn va chạm với tàu đánh cá Đức Helmi Söhle và bị đắm về phía Tây Pillau (nay là Baltiysk, thuộc tỉnh Kaliningrad, Liên bang Nga), tại tọa độ 54°48′00″B 19°55′01″Đ / 54,8°B 19,917°Đ. 17 thành viên thủy thủ đoàn đã thiệt mạng do tai nạn, 18 người sống sót được giải cứu. Xác tàu được trục vớt vào ngày hôm sau và con tàu bị rút đăng bạ vào ngày 9 tháng 4, 1944.